# Les Fruits du Congo
Les Fruits du Congo est un roman d'Alexandre Vialatte publié en 1951.

## Présentation
En 1950 le manuscrit reçoit le prix Charles-Veillon, avant d'être édité par les éditions Gallimard l'année suivante. Un temps pressenti pour le prix Goncourt, le roman sera finalement écarté au profit du Rivage des Syrtes de Julien Gracq. L'échec commercial de l'ouvrage conduira Alexandre Viallate à renoncer à la fiction en 1952.

## Éditions
- Alexandre Vialatte, Les Fruits du Congo, Paris, Gallimard, 1951, 333 p.